# Liste des oiseaux de Bretagne
La liste des oiseaux de Bretagne recense ces animaux observés en Bretagne. 
Le territoire considéré correspond aux départements de la Bretagne historique, soit les Côtes-d'Armor (C), le Finistère (F), l’Ille-et-Vilaine (I), la Loire-Atlantique (L) et le Morbihan (M). 
Sont mentionnés, dans l'ordre :
- le nom français normalisé,
- le nom scientifique, avec la sous-espèce éventuellement,
- le(s) nom(s) vernaculaire(s) usité(s) en breton (br.), français régional (fr.), gallo (ga.).
- le statut de l'espèce :

nicheur
endémique (niche exclusivement dans ce territoire)
migrateur (régulier ; pélagique)
estivant
hivernant (régulier)
éteint (ne se trouve plus dans ce territoire)
introduit,
- entre parenthèses, la répartition succincte par département indique où l'espèce est observable, la nidification étant signalée par un n en indice.

L'ordre et la composition des familles correspond à la classification proposée par Sibley, Monroe et Ahlquist, qui, par l'étude des ADN, se rapproche davantage de la parenté réelle des espèces. 
Cette liste comprend 17 oiseaux marins nichant régulièrement en Bretagne. Elle ne mentionne pas tous les oiseaux observés accidentellement.

## Liste par famille
- Phasianidae
  - Perdrix rouge (Alectoris rufa) - Nicheur (C, In, Ln, Mn)
  - Perdrix grise (Perdix perdix) - br. klujar, fr. perdrix, ga. perdri - Nicheur (C, F, In, Ln, Mn) - Une sous-espèce particulière (Perdix perdix armoricana), maintenant disparue, vivait autrefois en Bretagne
  - Caille des blés (Coturnix coturnix) - br. koailh, fr. caille, ga. câille - Migrateur (C, F, I, L, M)n
  - Faisan de Colchide (Phasianus colchicus) - br. fesant, fr. faisan, ga. fezan - Nicheur essentiellement par repeuplement (C, F, I, L, M)n
- Anatidae
  - Cygne tuberculé (Cygnus olor) - br. sign, fr. cygne, ga. cigne - Nicheur (C, F, I, L, M)n
  - Cygne de Bewick (Cygnus bewickii) - Hivernant (L)
  - Cygne chanteur (Cygnus cygnus) - Hivernant (L)
  - Oie rieuse (Anser albifrons)
  - Oie cendrée (Anser anser) - ga. ouae - Migrateur et hivernant. - Nicheur (Ln)
  - Bernache cravant (Branta bernicla) - Migrateur et hivernant régulier (C, F, I, L, M) - fr. bernache, ga. bernache.
  - Tadorne de Belon (Tadorna tadorna) - Nicheur (C, F, I, L, M)n
  - Canard pilet (Anas acuta) - ga. pouintard - Migrateur et hivernant (I, L)
  - Canard souchet (Anas clypeata) - ga. goule-larje - Nicheur, migrateur et hivernant (F, I, Ln, Mn)
  - Sarcelle d'hiver (Anas crecca) - Nicheur, migrateur et hivernant (F, Ln, M)
  - Canard siffleur (Anas penelope) - br. penn ruz, fr. siffleur (L)
  - Canard colvert (Anas platyrhynchos) - Nicheur et hivernant (C, F, I, L, M)n
  - Sarcelle d'été (Anas querquedula) - ga. crelle - Nicheur et migrateur (In, Ln)(Fn, Ln, Mn)
  - Canard chipeau (Anas strepera) - Nicheur, migrateur et hivernant (Fn, Ln, M)
  - Nette rousse (Netta rufina) - Migrateur (L)
  - Fuligule milouin (Aythya ferina) - Nicheur, migrateur et hivernant (C, F, In, Ln, Mn)
  - Fuligule morillon (Aythya fuligula) - Nicheur (F, In, Ln, Mn)
  - Fuligule milouinan (Aythya marila) - Hivernant (L)
  - Fuligule nyroca (Aythya nyroca) - Migrateur (L)
  - Eider à duvet Somateria mollissima - Nicheur (Cn, L, Mn)
  - Harelde de Miquelon (Clangula hyemalis) - Hivernant (L)
  - Macreuse brune (Melanitta fusca) - Hivernant (L)
  - Macreuse noire (Melanitta nigra) - Hivernant (L)
  - Garrot à œil d'or (Bucephala clangula) - Hivernant (L)
  - Harle piette (Mergus albellus) - Hivernant (L)
  - Harle huppé (Mergus serrator) - Migrateur et hivernant (L)
  - Harle bièvre (Mergus merganser) - Hivernant (L)
- Picidae
  - Pic cendré (Picus canus) - Nicheur probable (I)n ?
  - Pic vert (Picus viridis) - br. kaseg-koad, ga. pivet, vert-picoura - Nicheur (C, F, I, L, M)n
  - Pic noir (Dryocopus martius) - Nicheur (C, F, I, L, M)n
  - Pic épeiche (Dendrocopos major) - br. poker-koad, ga. cotissou-de-nouës - Nicheur (C, F, I, L, M)n
  - Pic mar (Dendrocopos medius) - Nicheur (C, F, I, L, M)n
  - Pic épeichette (Dendrocopos minor) - Nicheur (C, F, I, L, M)n
  - Torcol fourmilier (Jynx torquilla)
- Upupidae
  - Huppe fasciée (Upupa epops) - fr. huppe, ga. bouteboute - Nicheur (F, I, L, M)n
- Alcedinidae
  - Martin-pêcheur d'Europe (Alcedo atthis) - br. evn sant nikolas, lapous sant nikolas, pesketaer, fr. martin pêcheur, ga. paissonier - Nicheur (C, F, I, L, M)n
- Meropidae
  - Guêpier d'Europe (Merops apiaster) - Nicheur ('F)n
- Cuculidae
  - Coucou gris (Cuculus canorus) - br. koukoug, fr. coucou, ga. coucou - Nicheur (C, F, I, L, M)n
- Apodidae
  - Martinet noir (Apus apus) - br. glaouer, Pérou, fr. martinet - Nicheur (C, F, I, L, M)n
- Tytonidae
  - Effraie des clochers (Tyto alba) - fr. effraie, ga. ferzae - Nicheur (C, F, I, L, M)n
- Strigidae
  - Hibou des marais (Asio flammeus) - Nicheur ('F, I)n
  - Petit-duc scops (Otus scops) - Nicheur probable (L)n ?
  - Hibou moyen-duc (Asio otus) - ga. houpette - Nicheur (C, F, I, L, M)n
  - Chevêche d'Athéna (Athene noctua) - fr. chevèche, ga. chevaoche - Nicheur (C, F, I, L, M)n
  - Hibou petit-duc (Otus scops)
  - Chouette hulotte (Strix aluco) - br. kaouenn, fr. chat-huant, ga. chouan - Nicheur (C, F, I, L, M)n
- Caprimulgidae
  - Engoulevent d'Europe (Caprimulgus europaeus) - fr. engoulevent, ga. crapaod-volant - Nicheur (C, F, I, L, M)n
- Columbidae
  - Pigeon biset (Columba livia) - Nicheur (C, F, M)n
  - Pigeon colombin (Columba oenas) - Nicheur (C, F, I, L, M)n
  - Pigeon ramier (Columba palumbus) - ga. remier - Nicheur (C, F, I, L, M)n
  - Tourterelle turque (Streptopelia decaocto) - Nicheur (C, F, I, L, M)n
  - Tourterelle des bois (Streptopelia turtur) - br. turzhunell, fr. tourterelle, ga. teurte - Nicheur (C, F, I, L, M)n
- Rallidae
  - Râle d'eau (Rallus aquaticus) - Nicheur (C, F, I, L, M)n
  - Marouette poussin (Porzana parva)
  - Marouette ponctuée (Porzana porzana) - Nicheur probable (F, I, L)n ?
  - Marouette de Baillon (Porzana pusilla)
  - Râle des genets (Crex crex) - Nicheur (L)n
  - Poule d'eau (Gallinula chloropus) - ga. poule-d'iao - Nicheur (C, F, I, L, M)n
  - Foulque macroule (Fulica atra) - ga. jozelle, judelle - Nicheur (C, F, I, L, M)n
- Accipitridae
  - Autour des palombes (Accipiter gentilis) - Nicheur (C, I, L, M)n
  - Epervier d'Europe (Accipiter nisus) - br. sparfell, fr. épervier, ga. eprivier - Nicheur (C, F, I, L, M)n
  - Buse variable (Buteo buteo) - fr. buse, ga. coçarde - Nicheur (C, F, I, L, M)n
  - Circaëte jean-le-blanc (Circaetus gallicus) - Ancien nicheur (jusqu'au XIXe siècle en Loire-Atlantique)
  - Busard des roseaux (Circus aeruginosus) - Nicheur (F, I, L, M)n
  - Busard Saint-Martin (Circus cyaneus) - Nicheur (C, F, I, L, M)n
  - Busard cendré (Circus pygargus) - Nicheur (C, F, I)n
  - Milan noir (Milvus migrans) - ga. ouibe - Nicheur (I, L, M) n
  - Milan royal (Milvus milvus) - Migrateur (L)
  - Pygargue à queue blanche (Haliaeetus albicilla) - Hivernant rare (L)
  - Bondrée apivore (Pernis apivorus) - Nicheur (C, F, I, L, M)n
  - Aigle botté (Hieraaetus pennatus) - Ancien nicheur (jusqu'au XIXe siècle en Loire-Atlantique)
  - Balbuzard pêcheur (Pandion haliaetus) - Migrateur (L)
- Falconidae
  - Faucon émerillon (Falco columbarius) - Migrateur et hivernant (L)
  - Faucon pèlerin (Falco peregrinus) - Migrateur (L) - Nicheur (C, F, M)n
  - Faucon hobereau (Falco subbuteo) - Nicheur (C, F, I, L, M)n
  - Faucon crécerelle (Falco tinnunculus) - br. logotaer, fr. crécerelle, ga. craqenelle - Nicheur (C, F, I, L, M)n
- Podicipedidae
  - Grèbe esclavon (Podiceps auritus) - Hivernant régulier - (L)
  - Grèbe jougris (Podiceps grisegena) - Migrateur, hivernant régulier - (L)
  - Grèbe huppé (Podiceps cristatus) - ga. dame-d'iao - Nicheur (C, F, I, L, M)n
  - Grèbe à cou noir (Podiceps nigricollis) - Hivernant régulier - (I, L)n
  - Grèbe castagneux (Tachybaptus ruficollis) - ga. pllonjon-râchouz - Nicheur (C, F, I, L, M)n
- Sulidae
  - Fou de Bassan (Morus bassanus) - fr. fou de Bassan, ga. margaod - Nicheur, migrateur et estivant (C)n
- Phalacrocoracidae
  - Cormoran huppé (Phalacrocorax aristotelis) - Nicheur et hivernant (C, F, I, M)n
  - Grand cormoran (Phalacrocorax carbo) - Nicheur et hivernant (C, F, I, L, M)n
- Ardeidae
  - Héron cendré (Ardea cinerea) - br. kerc'heiz, fr. héron, ga. hegron - Nicheur (C, F, I, L, M)n
  - Héron pourpré (Ardea purpurea) - Nicheur (Ln)
  - Grande aigrette (Ardea alba) - Hivernant (L) - Nicheur (Ln)
  - Crabier chevelu (Ardeola ralloides) - Nicheur et estivant (L)n
  - Héron garde-bœuf (Bubulcus ibis) - Nicheur depuis 1981(F, I, L, Mn)
  - Aigrette garzette (Egretta garzetta) - Nicheur (C, F, I, L, M)n
  - Aigrette des récifs (Egretta gularis) - Migrateur erratique accidentel (L)
  - Butor étoilé (Botaurus stellaris) - ga. buillaod, torin-des-gllajeûs - Nicheur probable (L)n ?
  - Blongios nain (Ixobrychus minutus) - Nicheur probable (L)n ?
  - Bihoreau gris (Nycticorax nycticorax) - Nicheur (Ln)
- Threskiornithidae
  - Spatule blanche (Platalea leucorodia) - fr. spatule - Nicheur et migrateur (L)
  - Ibis sacré (Threskiornis aethiopicus) - Introduit dans le Morbihan dans les années 1970 (I, L, M)
- Ciconiidae
  - Cigogne blanche (Ciconia ciconia) - br. c'hwibon, fr. cigogne, ga. cigogne - Nicheur, migrateur, estivant (I, L)n
  - Cigogne noire (Ciconia nigra) - Migrateur régulier (L)
- Gaviidae
  - Plongeon catmarin (Gavia stellata) - Migrateur, hivernant régulier - (L)
  - Plongeon arctique (Gavia arctica) - Migrateur, hivernant régulier - (L)
  - Plongeon imbrin (Gavia immer) - Migrateur, hivernant régulier - (L)
- Procellariidaem
  - Fulmar boréal (Fulmarus glacialis) - Nicheur, migrateur et estivant (C, F, M)n
  - Puffin cendré (Calonectris diomedea) - Migrateur pélagique (L)
  - Puffin majeur (Puffinus gravis) - Migrateur pélagique (L)
  - Puffin fuligineux (Puffinus griseus) - Migrateur pélagique (L)
  - Puffin des Baléares (Puffinus yelkouan mauretanicus) - Migrateur et estivant (L)
  - Puffin des Anglais (Puffinus puffinus) - Nicheur et migrateur (C, F, M)n
  - Océanite tempête (Hydrobates pelagicus) - Nicheur et migrateur (C, L, M)n
  - Océanite culblanc (Oceanodroma leucorhoa) - Migrateur pélagique (L)
- Scolopacidae
  - Tournepierre à collier (Arenaria interpres)
  - Barge à queue noire (Limosa limosa)- Nicheur (L)n
  - Courlis cendré (Numenius arquata) - Nicheur (C, F)
  - Bécasseau variable (Calidris alpina)
  - Chevalier guignette (Actitis hypoleucos)
  - Combattant varié (Philomachus pugnax) - Nicheur (L)n
  - Chevalier gambette (Tringa totanus) - Nicheur (L, M)n
  - Bécassine des marais (Gallinago gallinago) - br. gioc'h, fr. bécassine, ga. begacine, piqe-landeche (en Brière) - Nicheur probable (L)n?
  - Bécasse des bois (Scolopax rusticola) - br. kefeleg, fr. bécasse, ga. begace.
- Burhinidae
  - Œdicnème criard (Burhinus oedicnemus) - Nicheur (L, M)n
- Charadriidae
  - Huîtrier pie (Haematopus ostralegus) - br. morbig, ga. pie-de-mé - Nicheur (C, F, I, M)n
  - Échasse blanche (Himantopus himantopus) - Nicheur (F, I, L, M)n
  - Avocette élégante (Recurvirostra avosetta) - Nicheur (I, L, M)n
  - Gravelot à collier interrompu (Charadrius alexandrinus) - Nicheur (C, F, I, L, M)n
  - Petit gravelot (Charadrius dubius) - Nicheur (C, F, I, L, M)n
  - Grand gravelot (Charadrius hiaticula) - Nicheur (C, F)n
  - Pluvier doré (Pluvialis apricaria) - ga. subllerot
  - Vanneau huppé (Vanellus vanellus) - br. kernigell, fr. vanneau, ga. pie-maraije - Nicheur (F, I, L, M)n
- Laridae
  - Goéland argenté (Larus argentatus) - ga. cagna - Nicheur (C, F, I, L, M)n
  - Goéland brun Larus fuscus - Nicheur (C, F, I, L, M)n
  - Mouette rieuse (Chroicocephalus ridibundus) - ga. maove - Nicheur (M, L)n
  - Mouette mélanocéphale (Larus melanocephalus)  Nicheur (L)n
  - Goéland leucophée Larus michahellis - Nicheur (L)n
  - Goéland marin (Larus marinus) - gourio (Goëlo) - Nicheur (C, F, I, L, M)n
  - Mouette tridactyle (Rissa tridactyla) - br. karaveg - Nicheur (C, F, M)n
  - Sterne hansel (Sterna nilotica) - Nicheur (-1946)
  - Sterne naine (Sterna albifrons) - br. c'hwiton - Nicheur (C, F)n
  - Sterne de Dougall (Sterna dougallii) - Nicheur (C, F)n
  - Sterne pierregarin Sterna hirundo - br. skraw, skrewenn (Goëlo), perig (Cornouaille), ga. caret - Nicheur (C, F, I, L, M)n
  - Sterne arctique (Sterna paradisaea) - Nicheur (M)n
  - Sterne caugek (Sterna sandvicensis) - Nicheur (C, F, M)n
  - Guifette moustac (Chlidonias hybridus) - ga. matra - Nicheur (L)n
  - Guifette noire (Chlidonias niger) - Nicheur (L)n
  - Pingouin torda (Alca torda) - Nicheur (C, I)n
  - Macareux moine (Fratercula arctica) - br. boc'han, boullig, malaouig, peroked-mor, poganig, fr. macareux - Nicheur (C, F)n
  - Guillemot de Troïl (Uria aalge) - ga. gode - Nicheur (C, F)n
- Laniidae
  - Pie-grièche écorcheur (Lanius collurio) - Nicheur (C, I, F, L, M)n
  - Pie-grièche grise (Lanius excubitor) - ga. pie-borgne.
  - Pie-grièche à tête rousse (Lanius senator)
- Corvidae
  - Choucas des tours (Corvus monedula) - br. brini tour, ga. cônâille - Nicheur (C, F, I, L, M)n
  - Grand corbeau (Corvus corax) - br. bran, ga. corbin - Nicheur (C, F, M)n
  - Corneille noire (Corvus corone) - fr. corneille, ga. conille - Nicheur (C, F, I, L, M)n
  - Corbeau freux (Corvus frugilegus) - ga. cra -Nicheur (C, F, I, L, M)n
  - Geai des chênes (Garrulus glandarius) - br. kegin, fr. geai, ga. jai - Nicheur (C, F, I, L, M)n
  - Pie bavarde (Pica pica) - br. pig, fr. pie, ga. pie - Nicheur (C, F, I, L, M)n
  - Crave à bec rouge (Pyrrhocorax pyrrhocorax) - Nicheur (F, M)n
  - Loriot d'Europe (Oriolus oriolus) - fr. loriot, ga. jaonè - Nicheur (I, L)n
- Cinclidae
  - Cincle plongeur (Cinclus cinclus) - Nicheur (-années 1930)
- Muscicapidae
  - Merle noir (Turdus merula) - br. moualc'h, fr. merle, ga. méle - Nicheur (C, F, I, L, M)n
  - Merle à plastron (Turdus torquatus)
  - Grive mauvis (Turdus iliacus) - ga. maovis.
  - Grive musicienne (Turdus philomelos) br. drask, ga. trae - Nicheur (C, F, I, L, M)n
  - Grive litorne (Turdus pilaris) - Hivernant
  - Grive draine (Turdus viscivorus) - Nicheur (C, F, I, L, M)n
  - Gobemouche gris (Muscicapa striata) - Nicheur (C, F, I, L, M)n
  - Gobemouche noir (Ficedula hypoleuca) - Migrateur
  - Rouge-gorge familier (Erithacus rubecula) - br. boc'hruz, fr. rouge-gorge, ga. bourlou, daodette, gorje-rouje, reupie - Nicheur (C, F, I, L, M)n
  - Rossignol philomèle (Luscinia megarhynchos) - br. eostig, fr. rossignol - Nicheur (I, L)n
  - Gorgebleue à miroirLuscinia svecica namnetum Mayaud - Nicheur (I, F, L, M)n
  - Rougequeue noir (Phoenicurus ochruros) - Nicheur (C, F, I, L, M)n
  - Rougequeue à front blanc (Phoenicurus phoenicurus) - ga. escarlante - Nicheur (I, L)n
  - Tarier des prés (Saxicola rubetra) - Nicheur (I, L, M)n
  - Tarier pâtre (Saxicola rubicola) - br. bistrag, lapous strak, strakig - Nicheur (C, F, I, L, M)n
  - Traquet motteux (Oenanthe oenanthe) - ga. méle-de-terrier - Nicheur (C, F, M)n
- Sturnidae
  - Étourneau sansonnet (Sturnus vulgaris) - br. tred, fr. sansonnet, ga. etournè - Nicheur (C, F, I, L, M)n
- Sittidae
  - Sittelle torchepot (Sitta europaea) - ga. pi-maçon - Nicheur (C, F, I, L, M)n
- Certhiidae
  - Grimpereau des jardins (Certhia brachydactyla) - ga. roqu-en-bouéz - Nicheur (C, F, I, L, M)n
  - Troglodyte mignon (Nannus troglodytes) - br. laouenan, laouenanig, fr. roitelet, ga. berret, bertaod, béruchet, beruchot  - Nicheur (C, F, I, L, M)n
- Paridae
  - Mésange noire (Periparus ater) - Nicheur (C, F, I)n
  - Mésange charbonnière (Parus major) br. pennduig, pennglaouig, ga. mezie, téte-naire - Nicheur (C, F, I, L, M)n
  - Mésange bleue (Cyanistes caeruleus) - Nicheur (C, F, I, L, M)n
  - Mésange huppée (Lophophanes cristatus) - Nicheur (C, F, I, L, M)n
  - Mésange nonnette (Poecile palustris) - Nicheur (C, F, I, L, M)n
- Aegithalidae
  - Mésange à longue queue (Aegithalos caudatus) - ga. qheûe-de-paelette - Nicheur (C, F, I, L, M)n
- Hirundinidae
  - Hirondelle de fenêtre (Delichon urbica) - ga. qhu-bllanc - Nicheur (C, F, I, L, M)n
  - Hirondelle rustique (Hirundo rustica) - br. gwennel, fr. hirondelle, ga. irondelle - Nicheur (C, F, I, L, M)n
  - Hirondelle de rivage (Riparia riparia) - Nicheur (C, F, I, L, M)n
- Regulidae
  - Roitelet triple-bandeau (Regulus ignicapillus) - ga. rouai-couronë - Nicheur (C, F, L, M)n
  - Roitelet huppé (Regulus regulus) - Nicheur (C, F, I, L, M)n
- Cisticolidae
  - Cisticole des joncs (Cisticola juncidis) - Nicheur (C, F, I, L, M)n
- Sylviidae
  - Bouscarle de Cetti (Cettia cetti) - Nicheur (C, F, I, L, M)n
  - Locustelle luscinoïde (Locustella luscinioides) - Nicheur (F, I, L)n
  - Locustelle tachetée (Locustella naevia) - Nicheur (F)n
  - Rousserolle turdoïde (Acrocephalus arundinaceus) - Nicheur (Ln)
  - Rousserolle verderolle (Acrocephalus palustris) - Nicheur (Cn)
  - Phragmite des joncs (Acrocephalus schoenobaenus) - Nicheur (F, I, L, M)n
  - Rousserolle effarvatte (Acrocephalus scirpaceus) - Nicheur (C, F, I, L, M)n
  - Hypolaïs polyglotte (Hippolais polyglotta) - Nicheur (C, F, I, L, M)n
  - Pouillot de Bonelli (Phylloscopus bonelli)
  - Pouillot véloce (Phylloscopus collybita) - Nicheur (C, F, I, L, M)n
  - Pouillot siffleur (Phylloscopus sibilatrix) - Nicheur (C, F, I, L, M)n
  - Pouillot fitis (Phylloscopus trochilus) - Nicheur (C, F, L, M)n
  - Fauvette à tête noire (Sylvia atricapilla) - Nicheur (C, F, I, L, M)n
  - Fauvette des jardins (Sylvia borin) - Nicheur (C, F, I, L, M)n
  - Fauvette grisette (Sylvia communis) - Nicheur (C, F, I, L, M)n
  - Fauvette babillarde (Sylvia curruca) - Nicheur (C)
  - Fauvette pitchou (Sylvia undata) - Nicheur (C, F, I, L, M)n
  - Panure à moustaches (Panurus biarmicus) - Nicheur (F, L, M)n
- Alaudidae
  - Alouette des champs (Alauda arvensis) - br. alc'hweder, fr. alouette, ga. alouette - Nicheur (C, F, I, L, M)n
  - Alouette calandrelle (Calandrella brachydactyla)
  - Cochevis huppé (Galerida cristata) - Nicheur (L)n
  - Alouette lulu (Lullula arborea) - Nicheur (C, F, I, L, M)n
- Passeridae
  - Moineau domestique (Passer domesticus) - br. filip, fr. moineau, ga. pâsse, péche, péche-de-balet, péchelette, pigri - Nicheur (C, F, I, L, M)n
  - Moineau friquet (Passer montanus) - Nicheur (C, I, L, M)n
  - Pipit maritime (Anthus petrosus) - br. chipig aod - Nicheur (C, F, I, L, M)n
  - Pipit farlouse (Anthus pratensis) - ga. pipi - Nicheur (C, F, I, L, M)n
  - Pipit des arbres (Anthus trivialis) - br. chipig - Nicheur (C, F, I, L, M)n
  - Pipit rousseline (Anthus campestris) - Nicheur (-1912, mâle chanteur en 2008 en Loire Atlantique)
  - Bergeronnette grise (Motacilla alba) - ga. berjere - Nicheur (C, F, I, L, M)n
  - Bergeronnette des ruisseaux (Motacilla cinerea) - ga. lavandiere - Nicheur (C, F, I, L, M)n
  - Bergeronnette printanière (Motacilla flava) - Nicheur (C, F, I, L, M)n
    - Bergeronnette flavéole (Motacilla flava flavissima) - Nicheur (C)

  - Accenteur mouchet (Prunella modularis) - br. rousig, ga. péche-de-hae - Nicheur (C, F, I, L, M)n
- Fringillidae
  - Linotte mélodieuse (Carduelis cannabina) - Nicheur (C) - br. milloc'h, fr. linotte, ga. linot - Nicheur (C, F, I, L, M)n
  - Chardonneret élégant (Carduelis carduelis) - br. kanapaer, pabor, fr. chardonneret, ga. cherdronet - Nicheur (C, F, I, L, M)n
  - Verdier d'Europe (Carduelis chloris) br. melegan - Nicheur (C, F, I, L, M)n
  - Tarin des aulnes (Carduelis spinus) - br. tarin
  - Serin cini (Serinus serinus) - Nicheur (C, F, I, L, M)n
  - Pinson des arbres (Fringilla coelebs) br. pintig, fr. pinson, ga. mouestron-gâre - Nicheur (C, F, I, L, M)n
  - Bouvreuil pivoine (Pyrrhula pyrrhula) - br. beuf, fr. bouvreuil, ga. boutonier - Nicheur (C, F, I, L, M)n
  - Bec-croisé des sapins (Loxia curvirostra) - Nicheur (F, I)n
  - Grosbec casse-noyaux (Coccothraustes coccothraustes) - Nicheur (C, F, I, M)n
  - Bruant zizi (Emberiza cirlus) - Nicheur (C, F, I, L, M)n
  - Bruant jaune (Emberiza citrinella) - Nicheur (C, F, I, L, M)n
  - Bruant ortolan (Emberiza hortulana) - Nicheur (-années 1870)
  - Bruant des roseaux (Emberiza schoeniclus) - Nicheur (C, F, I, L, M)n
  - Bruant proyer (Emberiza calandra) - Nicheur (F, I, L)n